# Turquie aux Jeux olympiques d'été de 2008
La Turquie participe aux Jeux olympiques d'été de 2008 à Pékin.

## Liste des médaillés turcs

### Médailles d'or
| Sport              | Discipline | Sportifs      | Performance           |
| Médailles d'or : 1 |            |               |                       |
| Lutte libre        | 66 kg (H)  | Ramazan Şahin | Turquie 3 - 1 Ukraine |

### Médailles d'argent
| Sport                  | Discipline  | Sportifs        | Performance                |
| Médailles d'argent : 1 |             |                 |                            |
| Taekwondo              | - 57 kg (F) | Azize Tanrıkulu | Turquie 0 - 1 Corée du Sud |

### Médailles de bronze
| Sport                   | Discipline         | Sportifs       | Performance         |
| Médailles de bronze : 3 |                    |                |                     |
| Lutte gréco-romaine     | 84 kg (H)          | Nazmi Avluca   | Turquie 3 - 1 Chine |
| Boxe                    | 57 kg (H)          | Yakup Kılıç    |                     |
| Taekwondo               | Moins de 68 kg (H) | Servet Tazegül | Turquie 1 - 0 Pérou |

## Athlètes turcs par sports[1]

### Athlétisme
| Hommes - 3 000 m steeple : - Halil Akkaş - 5 000 m : - Selim Bayrak - Lancer de disque : - Ercument Olgundeniz - Lancer de marteau : - Esref Apak - 20 km marche : - Recep Celik - Marathon : - Abdil Ceylan - 10 000 m : - Selim Bayrak | Femmes - 800 m : - Merve Aydin - 100 m haies : - Nevin Yanit - 3 000 m steeple : - Asli Cakir - Turkan Erismis - 5 000 m : - Elvan Abeylegesse - Alemitu Bekele - Lancer de marteau : - Sviatlana Sudak - Saut en longueur : - Karin Melis - Marathon : - Bahar Dogan - 10 000 m : - Elvan Abeylegesse |

#### Hommes
| Epreuve           | Athlète             | Séries      | Séries | Quarts de finale | Quarts de finale | Demi-finales | Demi-finales | Finale       | Finale |
| Epreuve           | Athlète             | Résultat    | Rang   | Résultat         | Rang             | Résultat     | Rang         | Résultat     | Rang   |
| ----------------- | ------------------- | ----------- | ------ | ---------------- | ---------------- | ------------ | ------------ | ------------ | ------ |
| 5 000 mètres      | Selim Bayrak        | DNS         | /      | -                | -                | -            | -            | -            | -      |
| 10 000 mètres     | Selim Bayrak        | NC          | NC     | NC               | NC               | NC           | NC           | 27 min 29.33 | 11e    |
| 3000m steeple     | Halil Akkaş         | 8 min 44.70 | 12e    | -                | -                | -            | -            | -            | -      |
| 20 km marche      | Recep Celik         | NC          | NC     | NC               | NC               | NC           | NC           | 1h 32 min 54 | 49e    |
| Lancer du disque  | Ercüment Olgundeniz | 60,83m      | 9e     | -                | -                | -            | -            | -            | -      |
| Lancer du marteau | Eşref Apak          | 74,45m      | 10e    | -                | -                | -            | -            | -            | -      |

#### Femmes
| Épreuve              | Athlète               | Séries       | Séries | Quarts de finale | Quarts de finale | Demi-finales | Demi-finales | Finale       | Finale            |
| Épreuve              | Athlète               | Résultat     | Rang   | Résultat         | Rang             | Résultat     | Rang         | Résultat     | Rang              |
| -------------------- | --------------------- | ------------ | ------ | ---------------- | ---------------- | ------------ | ------------ | ------------ | ----------------- |
| 800 mètres           | Merve Aydın           | 2 min 04.75  | 4e     | -                | -                | -            | -            | -            | -                 |
| 5 000 mètres         | Elvan Abeylegesse     | 14 min 58.79 | 5e Q   | NC               | NC               | NC           | NC           | 15 min 42.74 | Médaille d'argent |
| 5 000 mètres         | Alemitu Bekele        | 15 min 10.92 | 3e Q   | NC               | NC               | NC           | NC           | 15 min 48.48 | 7e                |
| Marathon             | Bahar Dogan           | NC           | NC     | NC               | NC               | NC           | NC           | 2h 37 min 12 | 50e               |
| 100 mètres haies     | Nevin Yanıt           | 12.94        | 3e Q   | NC               | NC               | 13.28        | 8e           | -            | -                 |
| 3 000 mètres steeple | Aslı Çakır Alptekin   | 10 min 05.76 | 14e    | -                | -                | -            | -            | -            | -                 |
| 3 000 mètres steeple | Turkan Erismis        | 9 min 48.54  | 14e    | -                | -                | -            | -            | -            | -                 |
| Saut en longueur     | Karin Melis Mey       | 6,42m        | 14e    | -                | -                | -            | -            | -            | -                 |
| Lancer du marteau    | Sviatlana Sudak-Torun | 68,22m       | 8e     | -                | -                | -            | -            | -            | -                 |

### Boxe
Hommes
- 51 kg (poids mouche) :
  - Furkan Ulas Memis
- 57 kg (poids plume) :
  - Yakup Kilic
- 60 kg (poids légers) :
  - Onur Sipal
- 69 kg (poids mi-moyen) :
  - Adem Kilicci
- 81 kg (poids mi-lourd) :
  - Bahram Muzaffer

| Athlète           | Catégorie               | 16e de finale         | 8e de finale         | Quart de finale     | Demi-finale             | Finale              |
| Athlète           | Catégorie               | Adversaire Résultat   | Adversaire Résultat  | Adversaire Résultat | Adversaire Résultat     | Adversaire Résultat |
| ----------------- | ----------------------- | --------------------- | -------------------- | ------------------- | ----------------------- | ------------------- |
| Furkan Meniz Ulas | Poids mouches (-51Kg)   | Kumar Défaite AB 3    | -                    | -                   | -                       | -                   |
| Yakup Kılıç       | Poids plumes (-57Kg)    | NC                    | ShimizuVictoire 12-9 | Chadi Victoire 13-6 | Lomachenko Défaite 1-10 | -                   |
| Onur Sipal        | Poids plumes (-60Kg)    | Pedraza Défaite 3-10  | -                    | -                   | -                       | -                   |
| Adem Kılıççı      | Poids welters (-69Kg)   | Saunders Défaite 3-14 | -                    | -                   | -                       | -                   |
| Bahram Muzaffer   | Poids mi-lourds (-81Kg) | Ali Victoire 8-3      | Egan Défaite 2-10    | -                   | -                       | -                   |

### Cyclisme

#### V.T.T.
Hommes
- Cross-country :
  - Bilal Akgul

| Athlète     | Compétition              | Temps    | Rang |
| ----------- | ------------------------ | -------- | ---- |
| Bilal Akgul | Cross-country VTT hommes | + 2 Tour | 35e  |

### Haltérophilie
| Hommes - 56 kg : - Sedat Artuc - 77 kg : - Taner Sagir - 85 kg : - Izzet Ince - 105 kg : - Bunyami Sudas | Femmes - 48 kg : - Nurcan Taylan - Sibel Ozkan |

### Judo
Hommes
- 73 kg :
  - Sezer Huysuz

### Lutte

#### Gréco-romaine
Hommes
- 60 kg :
  - Soner Sucu
- 66 kg :
  - Seref Eroglu
- 74 kg :
  - Seref Tufenk
- 84 kg :
  - Nazmi Avluca
- 96 kg :
  - Mehmet Özal
- 120 kg :
  - Riza Kayaalp

#### Libre
Hommes
- 55 kg :
  - Sezar Akgul
- 60 kg :
  - Tevfik Odabasi
- 66 kg :
  - Ramazan Sahin
- 74 kg :
  - Ahmet Gulhan
- 84 kg :
  - Serhat Balci
- 96 kg :
  - Hakan Koc
- 120 kg :
  - Mehmet Aydin Polatci

### Sports aquatiques

#### Natation
| Hommes - 50 m nage libre : - Kaan Tayla - 1 500 m nage libre : - Ediz Yildirimer - 100 m papillon : - Onur Uras - 100 m brasse : - Demir Atasoy - 200 m brasse : - Omer Aslanoglu - 100 m dos : - Derya Buyukuncu - 200 m dos : - Derya Buyukuncu - 200 m 4 nages individuel : - Serkan Atasay - 400 m 4 nages individuel : - Deniz Nazar | Femmes - 100 m papillon : - Iris Rosenberger - 200 m papillon : - Gulsah Gunenc - 100 m brasse : - Dilara Buse Gunaydin - 200 m brasse : - Dilara Buse Gunaydin |

### Taekwondo
Hommes
- - 58 kg :
  - Guillermo Perez
- - 68 kg :
  - Idulio Islas

### Tennis de table
| Hommes - Simple : - Cem Zeng | Femmes - Simple : - Melek Hu |

### Tir
Hommes
- 50 m pistolet :
  - Yusuf Dikec
- 10 m pistolet à air :
  - Yusuf Dikec

### Tir à l'arc
| Hommes - Epreuve individuelle : - Yusuf Goktug Ergin | Femmes - Epreuve individuelle : - Zekiye Keskin Satir |

### Voile
| Hommes - RS:X : - Ertugrul Icingir - Laser : - Kemal Muslubas - 470 : - Ates Cinar et Deniz Cinar - Finn : - Ali Kemal Tufecki | Femmes - RS:X : - Sedef Koktenturk |